# Mark Hofmann
Mark William Hofmann (Salt Lake City, Utah, 7 de diciembre de 1954) es un falsificador, estafador y asesino estadounidense. Considerado ampliamente como uno de los falsificadores más hábiles de la historia, Hofmann destaca especialmente por su creación de documentos relacionados con la historia del Movimiento de los Santos de los Últimos Días, también conocido como mormonismo. Cuando sus planes comenzaron a desmoronarse, fabricó bombas con las que asesinó a dos personas en Salt Lake City, Utah, Estados Unidos.

## Primeros años
Mark Hofmann nació en Salt Lake City, Utah, Estados Unidos. Fue criado dentro de La Iglesia de Jesucristo de los Santos de los Últimos Días (IJSUD) por dos padres devotos religiosos. Hofmann era un estudiante de secundaria por debajo del promedio, pero tenía muchos pasatiempos que incluían magia, electrónica, química y coleccionar sellos y monedas. Se decía que él y sus amigos hicieron bombas por diversión en las afueras de Murray, Utah. Según Hofmann, cuando todavía era un coleccionista de monedas adolescente, falsificó una marca de moneda rara en un centavo y una organización de coleccionistas de monedas le dijo que era genuino.
Al igual que muchos hombres jóvenes de la IJSUD, Hofmann se ofreció como voluntario para pasar dos años como misionero, y en 1973 la IJSUD lo envió a la Misión del Sudoeste de Inglaterra, en la ciudad de Bristol. Hofmann les dijo a sus padres que había bautizado a varios conversos; no les dijo que también había leído detenidamente la biografía de Joseph Smith de Fawn McKay Brodie, No Man Knows My History. Mientras estuvo en Inglaterra, Hofmann también disfrutó investigando librerías y comprando material mormón temprano, así como libros que criticaban el mormonismo. Años después, Hofmann les dijo a los fiscales que había perdido su fe en La Iglesia de Jesucristo de los Santos de los Últimos Días cuando tenía unos catorce años. Había aprendido que sus abuelos maternos habían seguido practicando poligamia en secreto durante más de una década después de que la iglesia terminara públicamente la práctica (no se renunció por completo a ella hasta 1904). Una exnovia creía que él realizó su misión solo por la presión social y el deseo de no decepcionar a sus padres.
Después de que Hofmann regresó de su misión, se matriculó como pre-médico en la Universidad Estatal de Utah. En 1979, se casó con Doralee «Dorie» Olds, y la pareja finalmente tuvo cuatro hijos. Dorie Olds Hofmann solicitó el divorcio en 1987, dos años después de que salieran a la luz sus crímenes, y se convirtió en cofundadora de una compañía de curación holística.

## Falsificaciones

### Transcripción Anthon

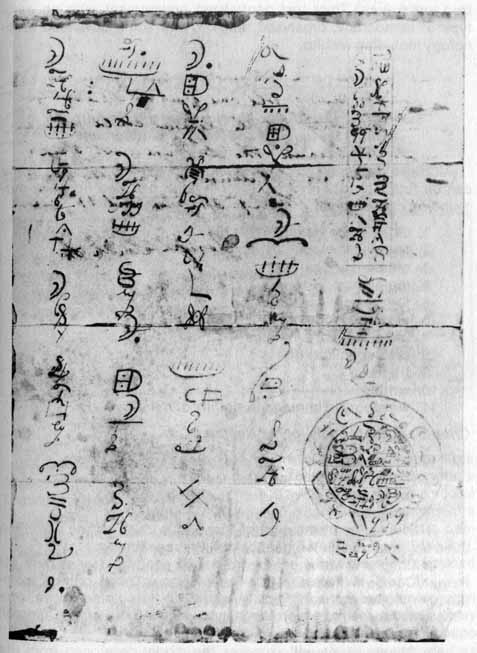
Falsificación de Hofmann del documento de egipcio reformado, archivos SUD. Nótese la columna y el «Calendario mexicano» descritos por Anthon

En 1980, Hofmann afirmó que había encontrado una Biblia del Rey Jacobo del siglo XVII con un papel doblado pegado dentro. El documento parecía ser la transcripción que el escriba de Joseph Smith, Martin Harris, había presentado a Charles Anthon, un profesor de clásicos de Columbia, en 1828. Según la escritura mormona José Smith - Historia, la transcripción y sus inusuales caracteres egipcios reformados fueron copiados por Smith de las planchas de oro de las cuales tradujo el Libro de Mormón.
Hofmann construyó su versión para ajustarse a la descripción del documento de Anthon, y su descubrimiento hizo la reputación de Hofmann. Dean Jessee, editor de los documentos de Joseph Smith y el experto más conocido en escritura a mano y documentos antiguos en el Departamento Histórico de la IJSUD, concluyó que el documento fue escrito por Smith. La iglesia anunció el descubrimiento de la Transcripción Anthon en abril y la compró a Hofmann por más de veinte mil dólares. Tasado por la IJSUD en veinticinco mil dólares, se compró el 13 de octubre a cambio de varios artefactos que la iglesia poseía por duplicado, incluidos una moneda mormona de oro de cinco dólares, billetes del Estado de Deseret, y una primera edición del Libro de Mormón. Creyendo que el documento era genuino, el destacado académico mormón Hugh Nibley predijo que el descubrimiento prometía «una prueba tan buena como la que obtendremos de la autenticidad del Libro de Mormón» porque pensó que el documento podría traducirse. El profesor de zoología Barry Fell poco después afirmó haber descifrado el texto.
Hofmann abandonó rápidamente la escuela y entró en el negocio como comerciante de libros raros. Pronto fabricó otros documentos históricamente significativos y se hizo notar entre los aficionados a la historia de la IJSUD por sus «descubrimientos» de materiales previamente desconocidos pertenecientes al Movimiento de los Santos de los Últimos Días. Estos engañaron no solo a los miembros de la Primera Presidencia, especialmente a Gordon B. Hinckley, entonces presidente interino de la iglesia debido a la mala salud de los líderes más importantes, sino que también a expertos e historiadores distinguidos. Según Richard y Joan Ostling, Hofmann era en este momento un «apóstata oculto dentro del armario», motivado no solo por la avaricia sino también por «el deseo de avergonzar a la iglesia socavando la historia de la iglesia».

### Bendición de Joseph Smith III
A principios de la década de 1980, un número significativo de nuevos documentos mormones ingresaron al mercado. Algunas veces la iglesia los recibió como donaciones y otros los compró. Según los Ostlings, «la iglesia publicitó algunas de las adquisiciones; orquestó las relaciones públicas para algunos que se sabía que eran sensibles; otros los adquirió en secreto y suprimió».
En 1981, Hofmann llegó a la sede de la IJSUD con un documento que supuestamente proporcionaba pruebas de que Smith había designado a su hijo Joseph Smith III, en lugar de a Brigham Young, como su sucesor. En una carta de presentación falsificada, supuestamente escrita por Thomas Bullock y fechada el 27 de enero de 1865, Bullock regaña a Young por haber destruido todas las copias de la bendición. Bullock escribe que aunque cree que Young es el líder legítimo de La Iglesia de Jesucristo de los Santos de los Últimos Días, conservaría su copia de la bendición. Dicha carta, de ser cierta, retrataría a Young y, por extensión, a la IJSUD, bajo una luz desfavorable. En febrero de 1981, Hofmann intentó vender la carta al archivero principal de la IJSUD. Hofmann esperaba que la iglesia «compre la bendición en el acto y la entierre». Cuando el archivero se resistió al precio, Hofmann lo ofreció a la Iglesia Reorganizada de Jesucristo de los Santos de los Últimos Días, actualmente conocida como la Comunidad de Cristo, que siempre había afirmado que se había otorgado la línea de sucesión sobre los descendientes de Smith pero que nunca había tenido pruebas escritas. Se produjo una lucha para adquirir el documento y Hofmann, haciéndose pasar por un mormón fiel, lo presentó a su iglesia a cambio de artículos por valor de más de veinte mil dólares. Sin embargo, Hofmann también se aseguró de que el documento se hiciera público. Al día siguiente, el titular del New York Times decía: «El documento mormón plantea dudas sobre la sucesión de los líderes de la Iglesia», y la IJSUD se vio obligada a confirmar el descubrimiento y presentar públicamente el documento a la Iglesia RLDS.
Durante la carrera de las iglesias de Utah y Missouri para adquirir el documento de bendición, Hofmann descubrió «una palanca para ejercer un enorme poder sobre su iglesia», un poder para «amenazar y manipular a sus líderes con nada más siniestro que una hoja de papel». El investigador del Fiscal de Distrito del Condado de Salt Lake, Michael George, creía que, después de que Hofmann hubiera forjado con éxito la bendición, su objetivo final era crear las 116 páginas perdidas del Libro de Mormón, que podría haber llenado de inconsistencias y errores, venderlas «para que la iglesia se esconda» y luego, como había hecho a menudo con documentos embarazosos, «asegurarse de que su contenido se hiciera público».

### Carta Salamandra
Quizá la más notoria de las falsificaciones mormonas de Hofmann, la Carta Salamandra, apareció en 1984. Supuestamente escrita por Martin Harris a W. W. Phelps, la carta presentaba una versión de la recuperación de las planchas de oro que contrastaban notablemente con la versión de los hechos sancionada por la iglesia. La falsificación no solo hizo que Smith hubiera estado practicando el «cavar dinero» a través de prácticas mágicas, sino que también reemplazó al ángel que Smith dijo que se le había aparecido por una salamandra blanca.
Después de que la carta fue comprada para la iglesia y se hizo pública, el apóstol de la IJSUD Dallin H. Oaks afirmó a los educadores mormones que las palabras «salamandra blanca» podían conciliarse con el ángel Moroni de Smith porque, en la década de 1820, la palabra salamandra también podría referirse a un ser mítico que se cree que puede vivir en el fuego, y un «ser capaz de vivir en el fuego es una buena aproximación de la descripción que Joseph Smith dio del Ángel Moroni».
En 1984, Jerald y Sandra Tanner, críticos de La Iglesia de Jesucristo de los Santos de los Últimos Días, se convirtieron en los primeros en declarar la carta como una falsificación a pesar de que, junto con otros de los «descubrimientos» de Hofmann, habrían fortalecido los argumentos de los Tanner contra la veracidad de la historia oficial mormona. El experto en documentos Kenneth W. Rendell dijo más tarde que si bien «no había ningún indicio de falsificación en la propia carta, tampoco había evidencia de que fuera genuina».

### Otras falsificaciones mormonas
Nadie está seguro de cuantos documentos falsificados creó Hofmann a principios de la década de 1980, pero incluyeron una carta de la madre de Joseph Smith, Lucy Mack Smith, que describe el origen del Libro de Mormón; cartas de Martin Harris y David Whitmer, dos de los Tres Testigos, cada uno con un relato personal de sus visiones; un contrato entre Smith y Egbert Bratt Grandin para la impresión de la primera edición del Libro de Mormón; y dos páginas del manuscrito original del Libro de Mormón tomadas en dictado de Smith a Oliver Cowdery.
En 1983, Hofmann pasó por alto al departamento histórico de la IJSUD y le vendió a Gordon B. Hinckley, miembro de la Primera Presidencia de la iglesia, un documento supuestamente escrito por Joseph Smith de 1825 que pretendía confirmar que Smith había estado buscando tesoros y practicando magia negra cinco años después de su primera Visión. Hofmann tenía la firma autenticada por Charles Hamilton, el «decano contemporáneo de los vendedores de autógrafos estadounidenses», vendió la carta a la iglesia por quince mil dólares y dio su palabra de que nadie más tenía una copia. Luego, Hofmann filtró su existencia a la prensa, después de lo cual la iglesia se vio prácticamente obligada a entregar la carta a los eruditos para su estudio, a pesar de que previamente había negado que la tuviera en su poder.
Para hacer que esta repentina inundación de importantes documentos mormones pareciera plausible, Hofmann explicó que confiaba en una red de tipsters, había rastreado metódicamente a los descendientes modernos de los primeros mormones y había extraído colecciones de cartas del siglo XIX que los coleccionistas habían guardado para matasellos en lugar de por su contenido.

### «El juramento de un hombre libre»
Además de documentos de la historia mormona, Hofmann también falsificó y vendió firmas de muchos no mormones famosos, incluidos George Washington, John Adams, John Quincy Adams, Daniel Boone, John Brown, Andrew Jackson, Mark Twain, Nathan Hale, John Hancock, Francis Scott Key, Abraham Lincoln, John Milton, Paul Revere, Myles Standish y Button Gwinnett, cuya firma fue la más rara y, por lo tanto, la más valiosa, de cualquier firmante de la Declaración de Independencia de los Estados Unidos. Hofmann también falsificó un supuesto poema desconocido escrito por Emily Dickinson. Pero el plan más grandioso de Hofmann fue forjar lo que quizás fue el documento perdido más famoso en la historia colonial estadounidense, el «Juramento de un hombre libre». El «Juramento» se imprimió en 1639, siendo el primer documento que se imprimió en las colonias americanas de Gran Bretaña; pero solo se habían hecho unas cincuenta copias, y ninguna de ellas existía. Un ejemplar genuino probablemente valía más de un millón de dólares en 1985, y los agentes de Hofmann comenzaron a negociar una venta a la Biblioteca del Congreso de Estados Unidos.

## Asesinatos
A pesar de las considerables cantidades de dinero que Hofmann había ganado con la venta de documentos, estaba profundamente endeudado, en parte debido a su estilo de vida cada vez más lujoso y sus compras de libros genuinos de primera edición. En un esfuerzo por liquidar sus deudas, intentó negociar una venta de la «colección McLellin», un supuesto grupo extenso de documentos escritos por William E. McLellin, uno de los primeros apóstoles mormones que finalmente rompió con la Iglesia de Jesucristo de los Santos de los Últimos Días. Hofmann insinuó que la colección McLellin proporcionaría revelaciones desfavorables para la iglesia SUD. Pero Hofmann no tenía idea de dónde estaba la colección McLellin, ni tuvo tiempo para falsificar un grupo de documentos adecuadamente grande. Aquellos a quienes Hofmann había prometido documentos o reembolsos de deudas comenzaron a acosarlo, y la venta del «Juramento de un hombre libre» se retrasó por las preguntas sobre su autenticidad.
En un esfuerzo por ganar más tiempo, Hofmann comenzó a construir bombas. El 15 de octubre de 1985, asesinó por primera vez al coleccionista de documentos Steven Christensen, hijo de un fabricante de ropa localmente destacado, Mac Christensen. Más tarde, el mismo día, una segunda bomba mató a Kathy Sheets, la esposa del antiguo empleador de Christensen. Como había previsto Hofmann, la policía inicialmente sospechaba que los atentados estaban relacionados con el inminente colapso de un negocio de inversiones del cual el esposo de Sheets, J. Gary Sheets, era el director y Christensen su protegido. Al día siguiente, el propio Hofmann resultó gravemente herido cuando una bomba explotó en su automóvil. Aunque la policía se centró rápidamente en Hofmann como sospechoso de los atentados, algunos de los socios comerciales de Hofmann se escondieron, temiendo que también pudieran convertirse en víctimas.

## Juicio y sentencia
Durante la investigación de los atentados, la policía descubrió evidencia de falsificaciones en el sótano de Hofmann. También encontraron la planta de grabado donde había hecho la placa forjada para el «Juramento de un hombre libre». (Hofmann había cometido dos errores significativos en su «Juramento», creando una versión imposible de «camuflar» como verdadera).
El examinador de documentos George Throckmorton analizó varios documentos de Hofmann que anteriormente se habían considerado auténticos y determinó que eran falsificaciones. Tres cartas supuestamente escritas desde una prisión de Illinois por Joseph Smith usaron diferentes tintas, papel e instrumentos de escritura. (Debido a que las cartas habían sido autenticadas por diferentes expertos, las inconsistencias habían escapado antes de la detección). Throckmorton también descubrió que algunos documentos, supuestamente escritos por diferentes personas, tenían estilos de escritura similares y que habían sido escritos con tinta casera de hierro que parecía agrietada. como piel de cocodrilo bajo un microscopio, aunque la tinta de época auténtica no. Los investigadores también descubrieron que un poema utilizado para autenticar la escritura en la Carta Salamandra había sido falsificado por Hofmann e insertado en un Libro de Oración Común que alguna vez fue propiedad de Martin Harris.
Hofmann fue arrestado en enero de 1986 y acusado de cuatro acusaciones por un total de veintisiete cargos, incluyendo asesinato en primer grado, entrega de una bomba, construcción o posesión de una bomba, robo por engaño y fraude de comunicación. Más tarde, en enero, se agregó una quinta acusación, que contiene cinco cargos adicionales de robo por engaño. Inicialmente mantuvo su inocencia. Sin embargo, en una audiencia preliminar, los fiscales produjeron pruebas voluminosas de sus falsificaciones y deudas, así como también pruebas que lo vinculaban a las bombas.
Hofmann no solo enfrentó la posibilidad de la pena de muerte en Utah, sino que fue acusado de cargos federales de posesión de una ametralladora Uzi no registrada. Los fiscales de Nueva York también buscaron una acusación por la venta fraudulenta del «Juramento de un hombre libre». En enero de 1987, Hofmann se declaró culpable de dos cargos de asesinato en segundo grado, un cargo de robo por engaño por falsificar la Carta Salamandra, y un cargo de fraude por la venta falsa de la colección McLellin. Hofmann acordó confesar sus falsificaciones en audiencia pública, a cambio de lo cual los fiscales en Utah y Nueva York retiraron los cargos adicionales en su contra. Fue sentenciado a cadena perpetua con posibilidad de libertad condicional desde los cinco años de reclusión, pero el juez recomendó que Hofmann nunca fuera puesto en libertad.
En 1988, ante la Junta de Indultos de Utah, Hofmann dijo que pensaba que plantar la bomba que mató a Kathy Sheets era «casi un juego ... en el momento en que hice la bomba, pensé que no importaba si era la señora Sheets, un niño, un perro... el que fue asesinado». Al cabo de una hora, la junta de libertad condicional, sorprendida por el «insensible desprecio por la vida humana» de Hofmann, decidió que realmente cumpliría su «vida natural en prisión».
Después de que Hofmann fue encarcelado, fue excomulgado por la Iglesia de Jesucristo de los Santos de los Últimos Días y su esposa solicitó el divorcio. Hofmann intentó suicidarse en su celda tomando una sobredosis de antidepresivos. Fue revivido, pero no antes de pasar doce horas acostado sobre su brazo derecho, bloqueando su circulación y causando atrofia muscular. La mano  que usaba para falsificar quedaba así permanentemente inutilizada.
Hofmann, delincuente del Departamento de Correcciones de Utah número 41235, fue encarcelado originalmente en la prisión estatal de Utah en Draper. Sin embargo, en 2016, fue transferido al Centro Correccional Central de Utah en Gunnison.

## Influencia
Como maestro falsificador, Hofmann engañó a varios expertos en documentos de renombre durante su corta carrera. Algunas de sus falsificaciones fueron aceptadas por eruditos durante años, y una cantidad desconocida de ellas aún puede estar en circulación. Pero son los documentos falsificados del Movimiento de los Santos de los Últimos Días de Hofmann los que han tenido la mayor importancia histórica. En agosto de 1987, los aspectos sensacionalistas del caso Hofmann llevaron a Dallin H. Oaks a creer que los miembros de la iglesia habían sido testigos de «algunos de los ataques más intensos contra La Iglesia de Jesucristo de los Santos de los Últimos Días desde principios del siglo XX». La historiadora y experta en el mormonismo Jan Shipps estuvo de acuerdo en que los informes de prensa «contenían una cantidad asombrosa de insinuaciones que asociaban el plagio de Hofmann con los comienzos mormones. Miríadas de reportes informan de un supuesto secreto y encubrimiento por parte de las autoridades generales SUD, y no pocos escritores se refirieron a la forma en que una cultura que se basa en una escritura encontrada es particularmente vulnerable a las ofertas de estafadores».
Según los Ostlings, las falsificaciones de Hofmann solo podrían haberse perpetrado «en relación con la curiosa mezcla de paranoia y obsesión con la que los mormones se acercan a la historia de la iglesia». Después de la exposición de Hofmann, La Iglesia de Jesucristo de los Santos de los Últimos Días trató de corregir el registro, pero el «daño a las relaciones públicas y las pérdidas por falsificación significaron que la iglesia también fue una víctima de Hofmann». Robert Lindsey también ha sugerido que Hofmann «estimuló una explosión de investigación histórica sobre el entusiasmo juvenil de Joseph Smith por la magia [que] no se marchitó después de su condena».

## En la cultura popular
Una serie documental de tres partes sobre las actividades criminales de Hofmann titulada Murder Among the Mormons se estrenó en Netflix el 3 de marzo de 2021. La serie debutó durante la semana que finalizó el 7 de marzo de 2021, como el tercer programa pague-por-ver más reproducido, según las calificaciones de transmisión de Neilson con 587 millones de minutos vistos por espectadores.
Los asesinatos también fueron cubiertos por un episodio de 1997 de Forensic Files, «Postal Mortem».